# 四十張山
四十張山，又名四十張犁山，是位於台灣新北市中和區嘉穗里（古名四十張庄）的一座小山丘。

## 地理

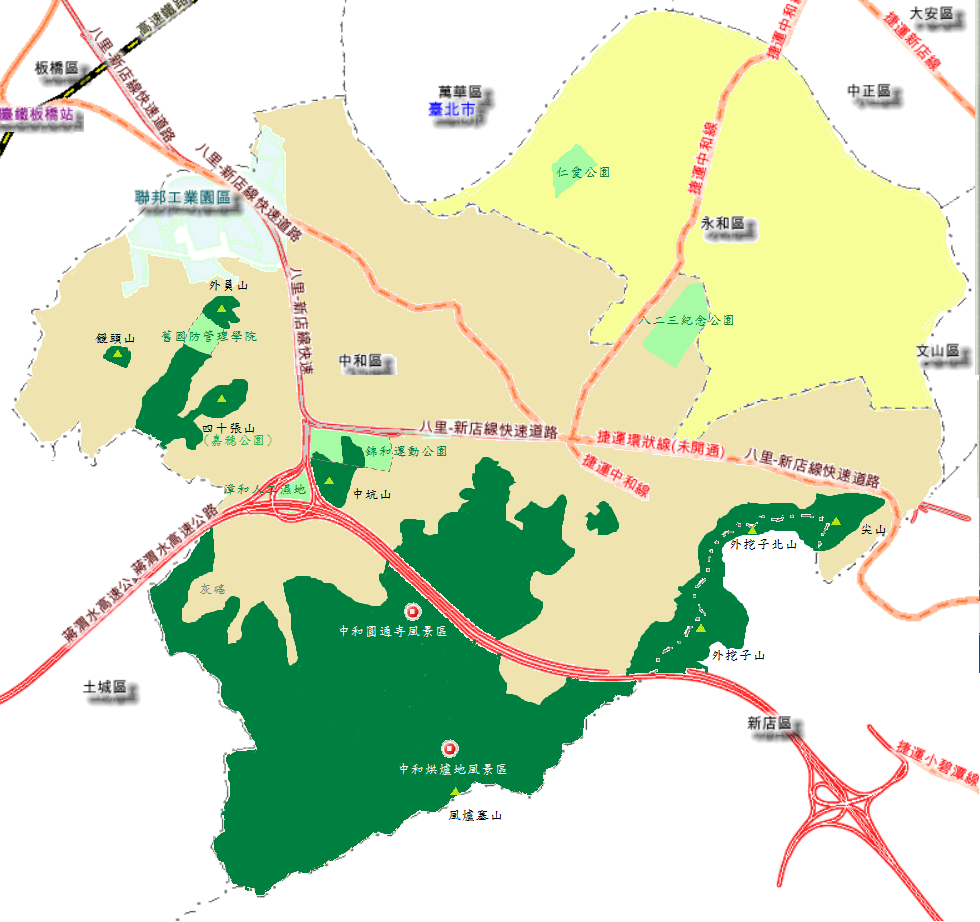
四十張山在《中永和旅遊地圖》中的位置。

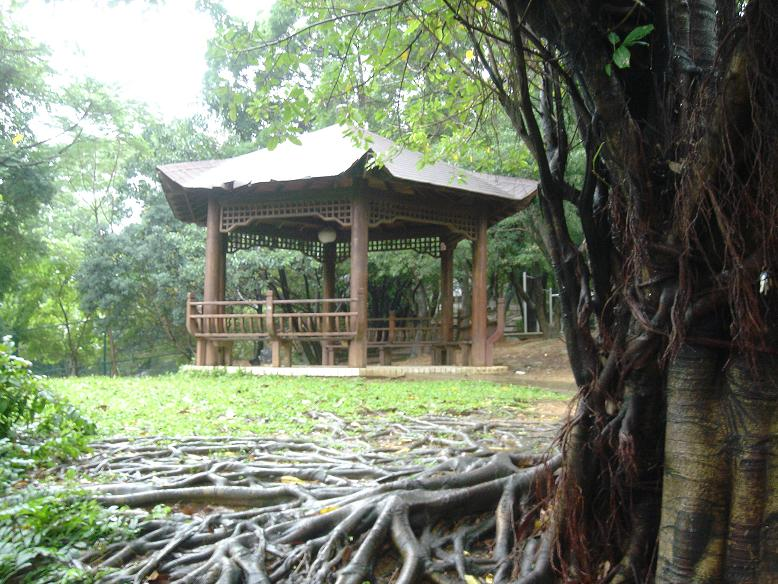
嘉穗公園環山步道涼亭，圖右拍攝到樹幹是大葉雀榕。

本山處在番界山脈西支，為礫石台地。四十張山可分為兩翼，西翼在中和高中西側，最高點海拔33.2公尺，目前仍是板橋區第四公墓所在地，但於中和都市計畫列為公園用地「公九」，未來將進行公墓公園化；東北翼在中和高中東北側，為主峰所在，高46.6公尺，此處列為公園用地「公十一」，已闢建為嘉穗公園,公園面積7.047公頃,有環山步道可達山頂，山頂並有群鷹羽球場，及一顆二等三角點基石。

## 生態

### 植物
四十張山包括已開闢的嘉穗公園在內，野生植物仍相當豐富。
- 喬木: 頷垂豆、相思樹、山刈葉、烏桕、茄苳、賊仔樹、香楠、構樹、血桐、野桐、廣東油桐、刺蔥、山黃麻、白匏子、江某、山黃麻、樟樹、光臘樹、台灣朴樹、沙朴、大葉雀榕、稜果榕、樹杞、梧桐、刺桐、垂葉榕、杜英、羅氏鹽膚木、桑樹、台灣魚木、紅皮...等。
- 灌木: 錫蘭饅頭果、野牡丹、長梗紫麻、野棉花(粉色花)、梵天花(白色花)、瑪瑙珠、虎婆刺、大青、過山香...等。
- 藤蔓: 雙面刺、菝契、葛藤、雞屎藤、槭葉牽牛、盤龍木、錦蘭、羽萼懸鉤子...等。
- 草本: 颱風草、姑婆芋、月桃、大花咸豐草、昭和草、火炭母草、霍香薊、龍葵、日日春、蟛蜞菊、酢漿草、含羞草、五節芒...等。
- 蕨類: 伏石蕨、熱帶麟蓋蕨、大金星蕨、筆筒樹、芒萁、腎蕨、鳳尾蕨、半邊羽裂鳳尾蕨、紫柄三叉蕨、鬼梭羅、小毛蕨、鳥巢蕨

- 竹類: 刺竹、綠竹。
- 寄生植物: 菟絲
- 蕈類

嘉穗公園環山步道並種植了園藝植物，包括:黑板樹、楓香、山櫻花、青楓、小葉欖仁、印度橡膠樹、九重葛、白玉蘭、白梅、紅梅、平戶杜鵑、金塔扶桑、朝陽扶桑、南美扶桑、金露華、馬纓丹、粉月季、阿勃勒、(白寶塔)茶花、麵包樹、黛粉葉、馬拉巴栗、菩提樹、番仔林投、榔榆、含笑、石筆虎尾蘭、銀龍、楊桃、香蕉、柚子、蓮霧、金桔...等。

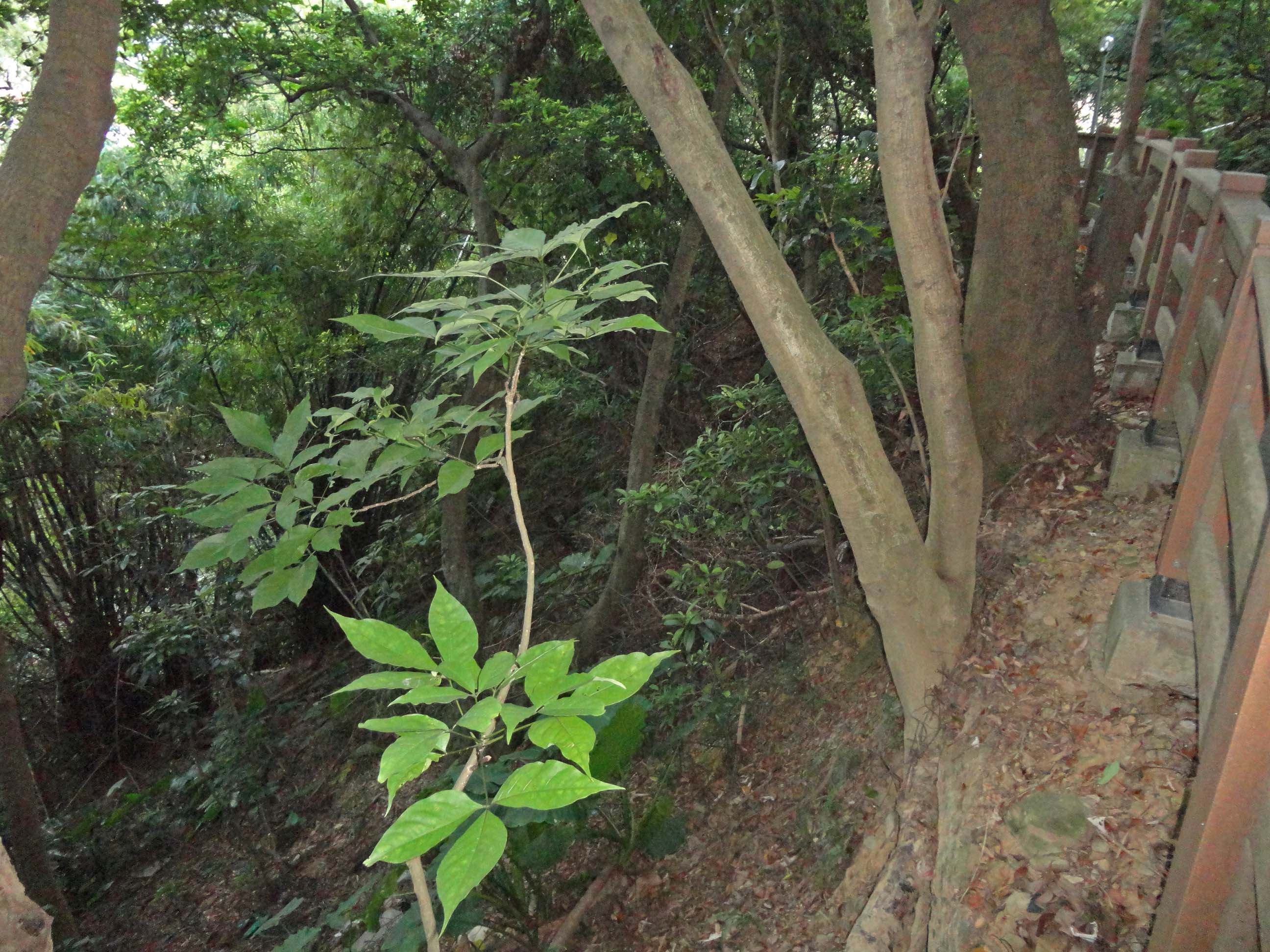
自然分布於嘉穗公園的台灣魚木
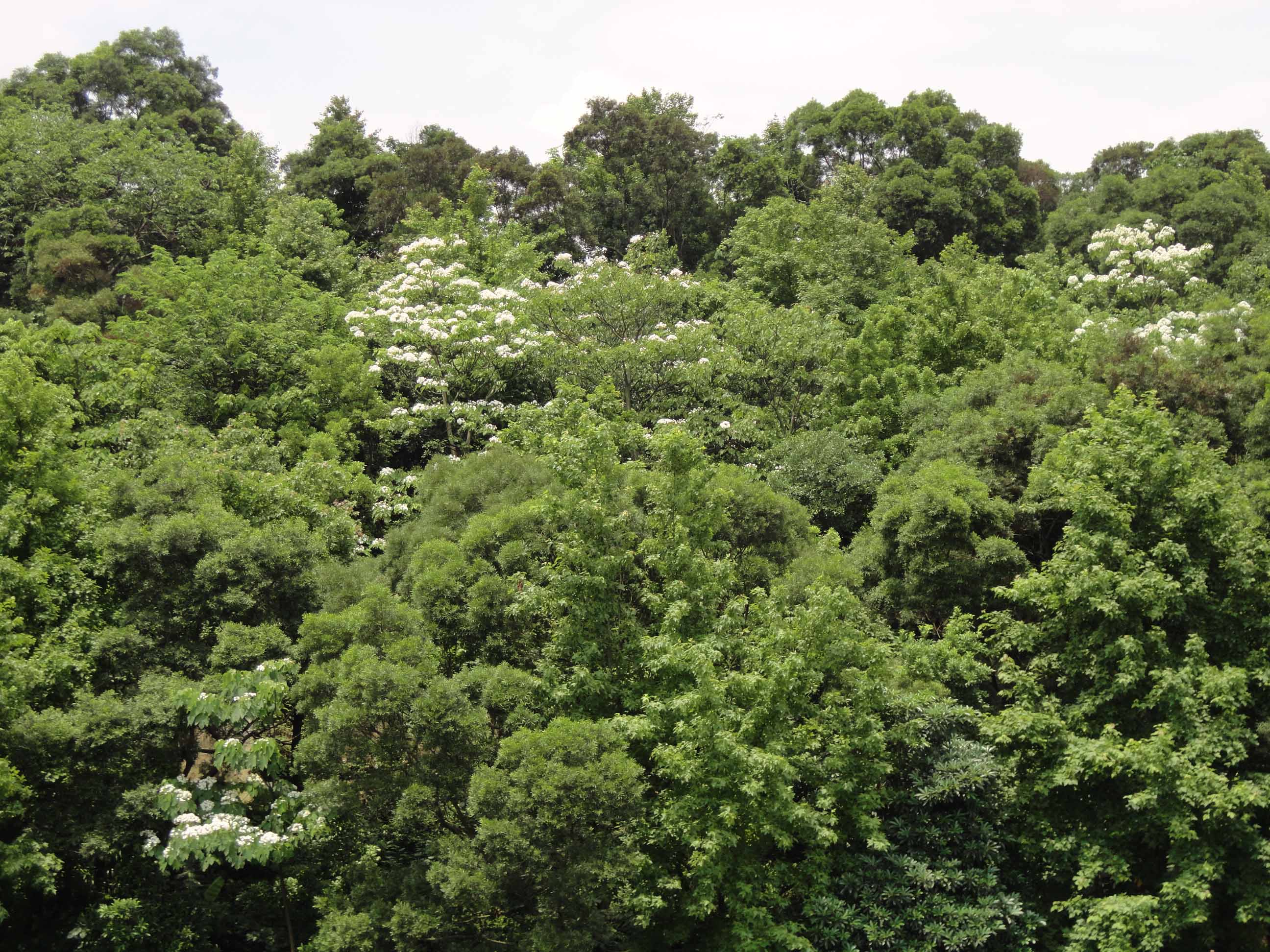
四五月時亦有油桐花盛開
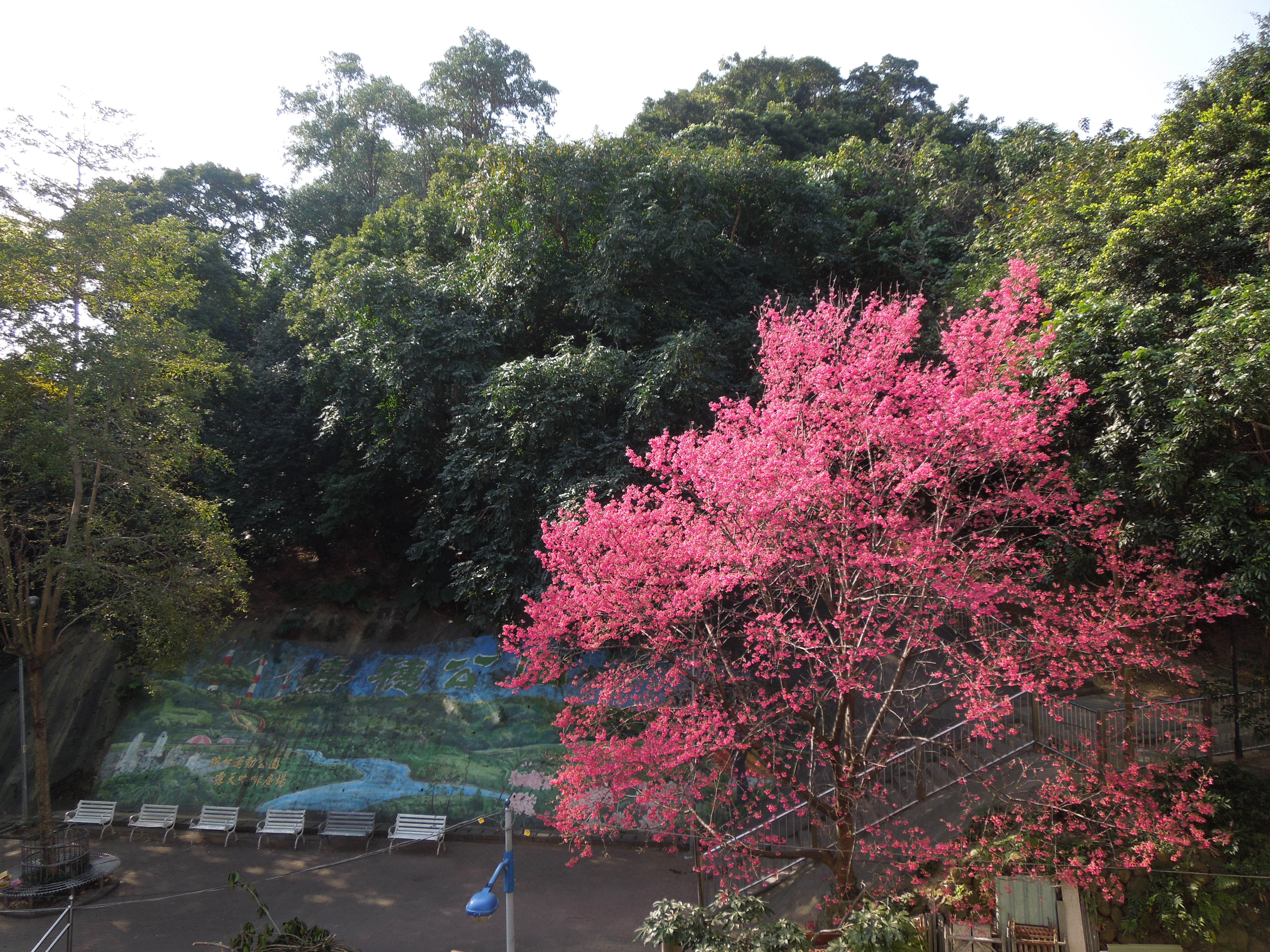
嘉穗公園步道入口的山櫻花
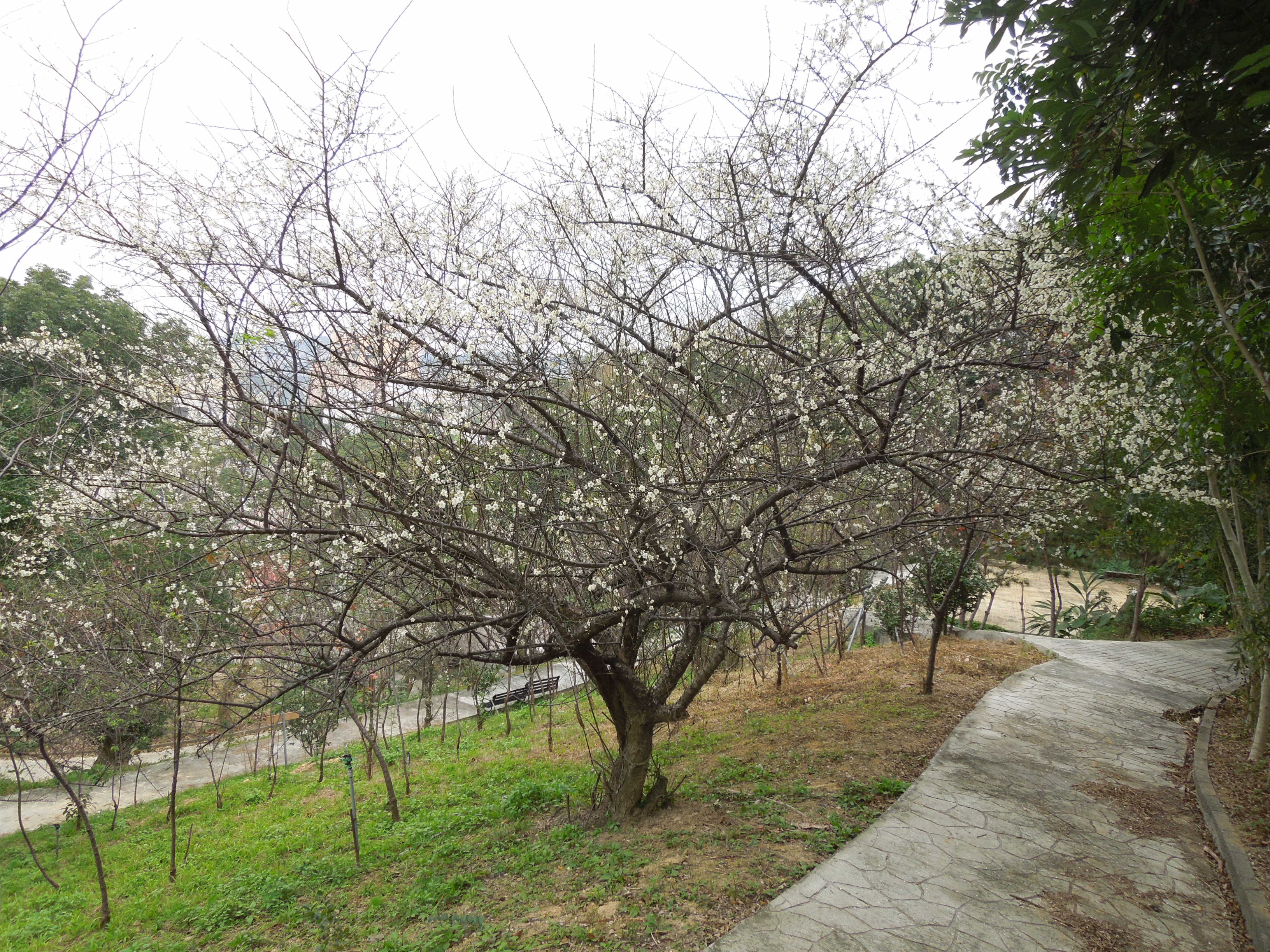
中和高中後山花園梅花盛開
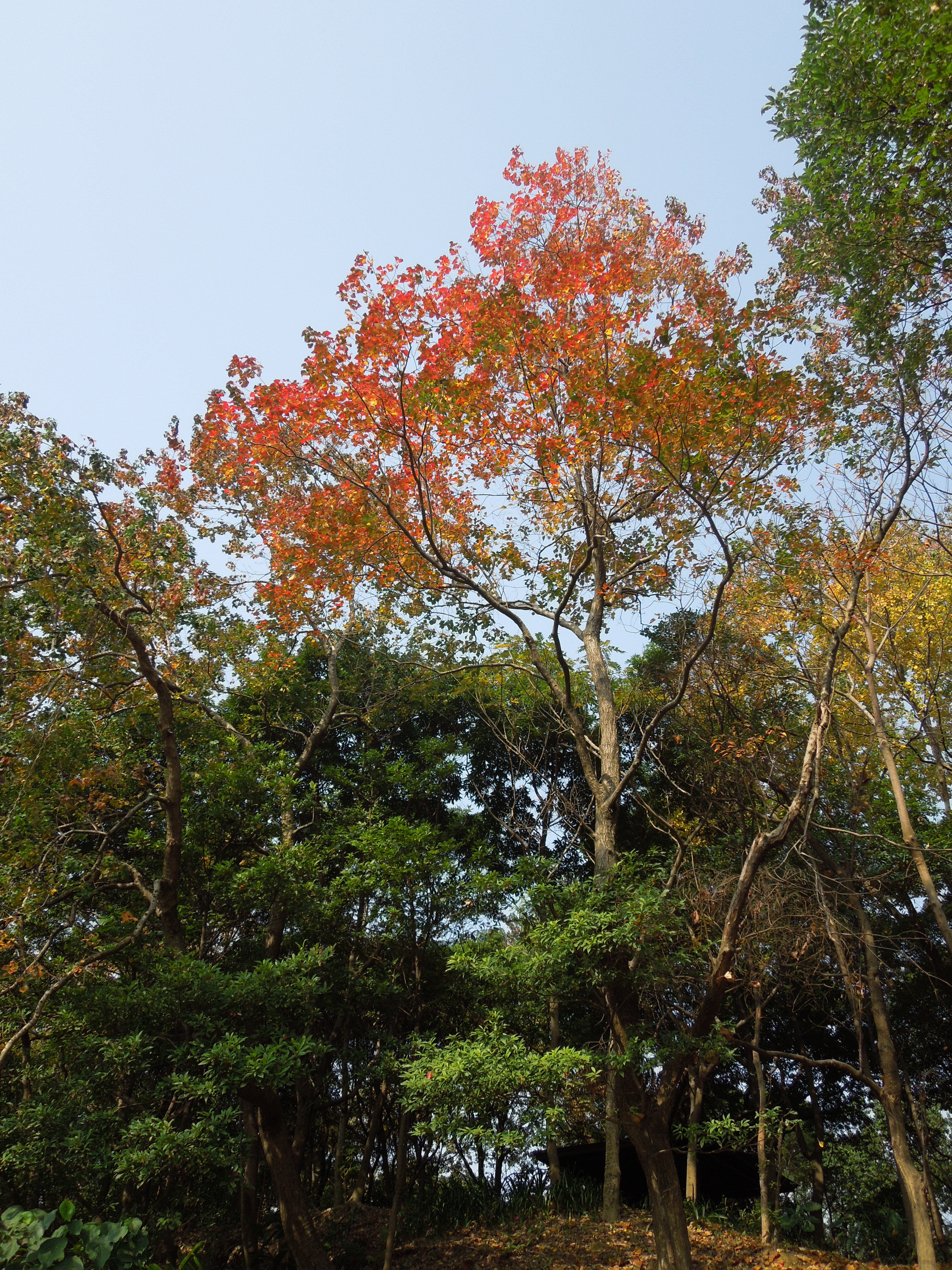
嘉穗公園臨中和高中校園的烏桕

### 動物

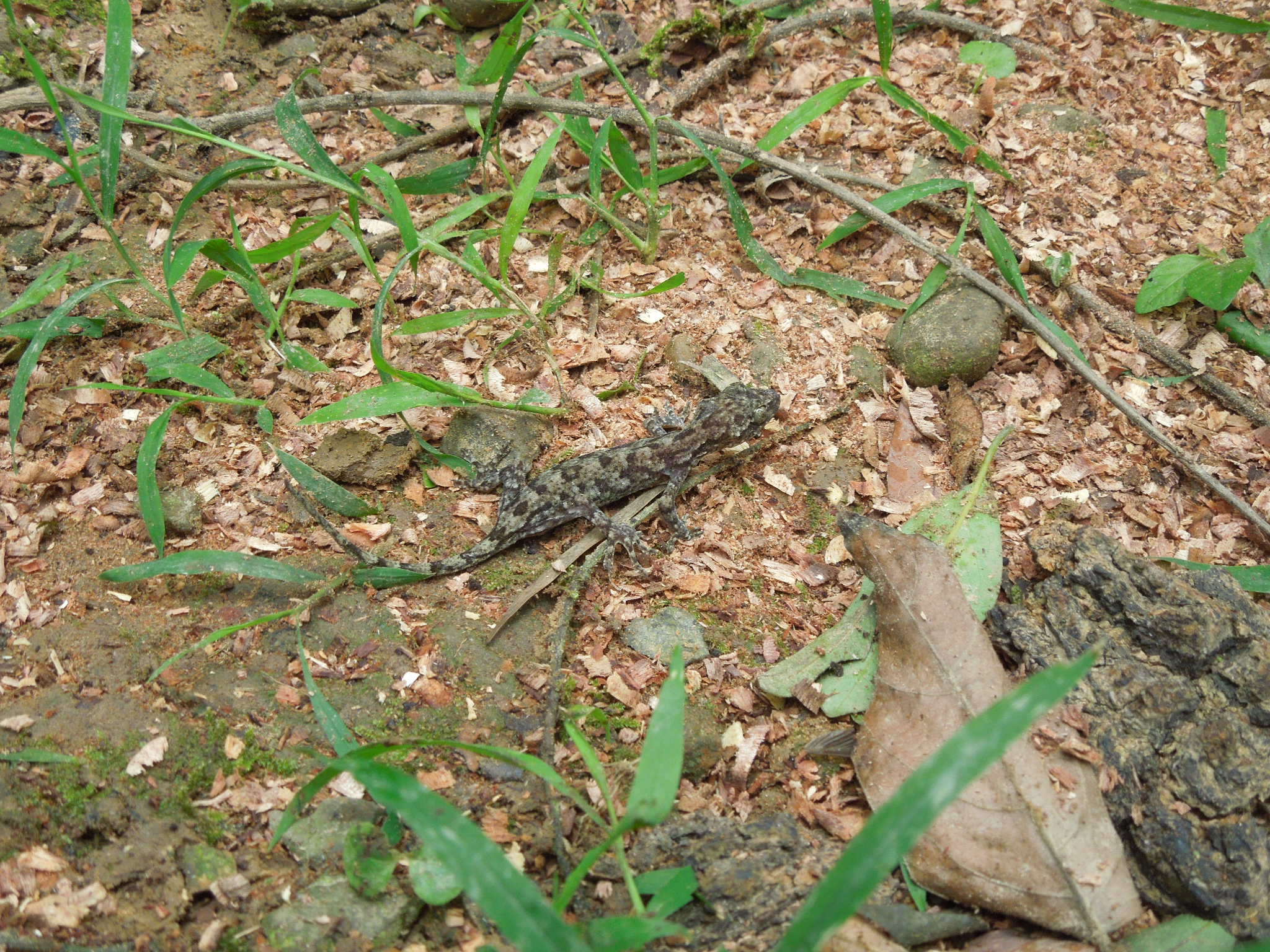
嘉穗公園的鉛山壁虎
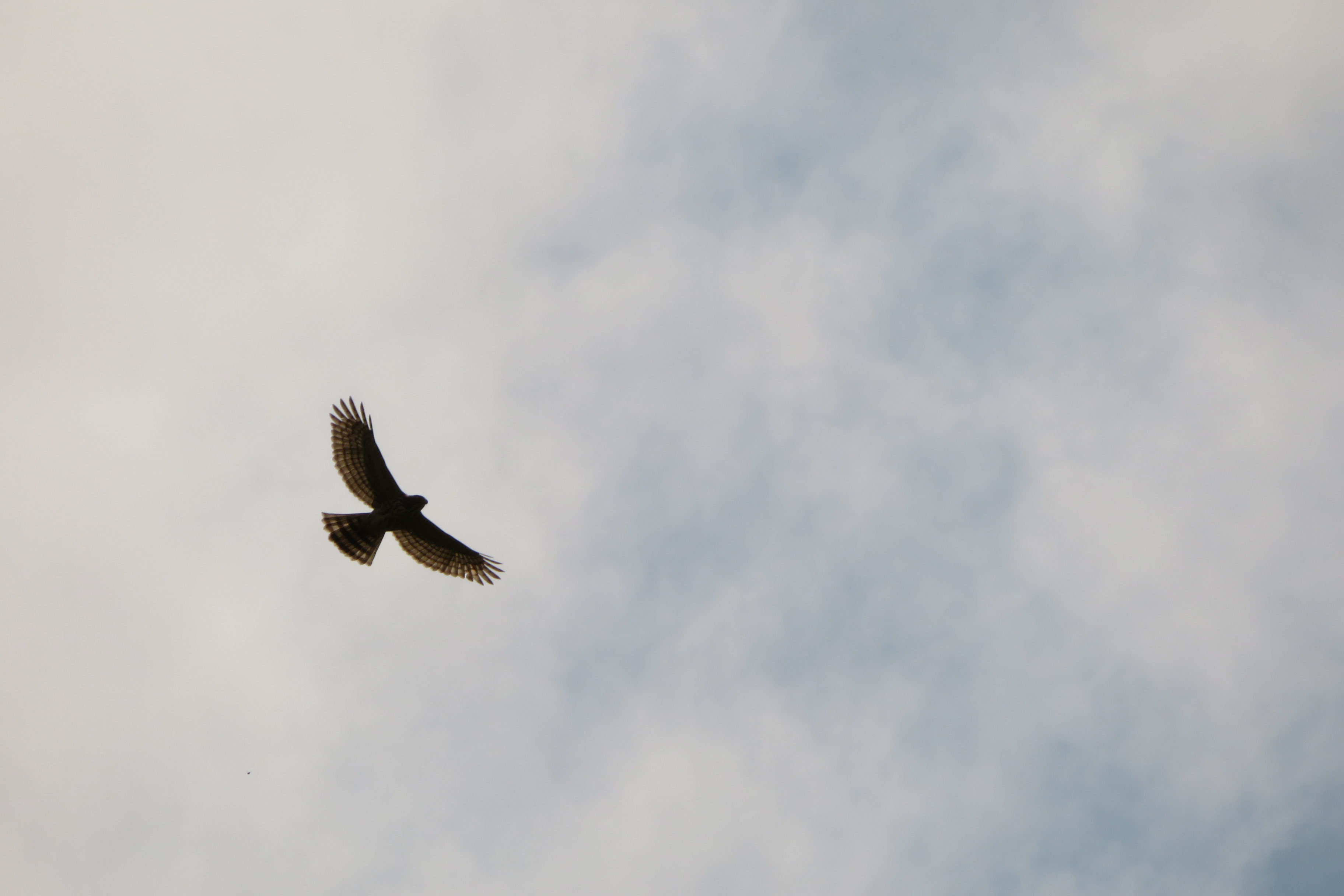
在新北市中和高中校園內後山花園看到四十張山上方有大冠鷲盤旋
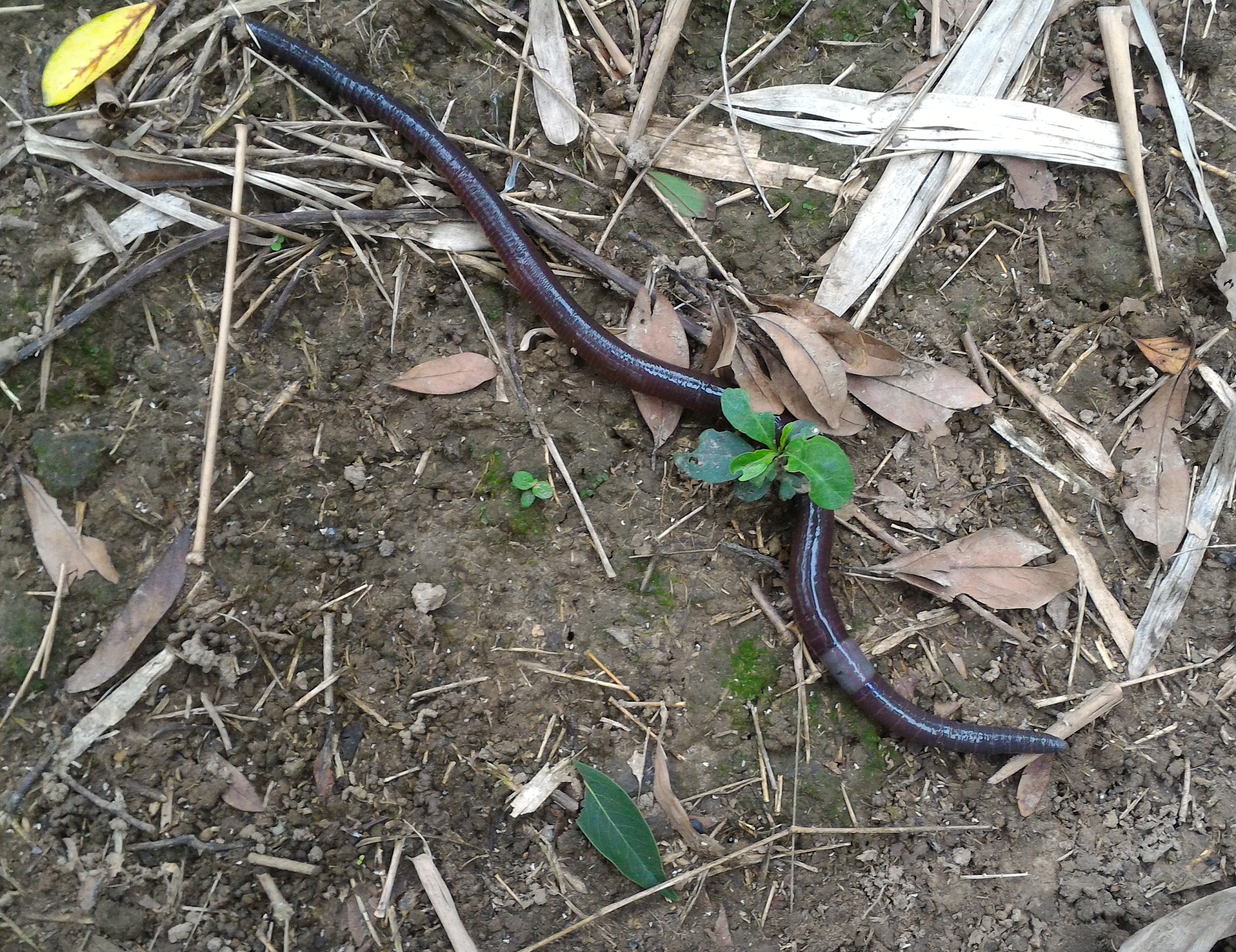
嘉穗公園的蛇蚯蚓

- 哺乳類: 赤腹松鼠。
- 爬蟲類: 斯文豪氏攀木蜥蜴、鉛山壁虎。
- 兩棲類: 黑眶蟾蜍、斯文豪氏赤蛙、拉都希氏赤蛙、斑腿樹蛙、澤蛙
- 鳥類: 五色鳥、紅嘴黑鵯、大卷尾、白頭翁、黑冠麻鷺、樹鵲、大冠鷲、黑枕藍鶲、綠畫眉、小彎嘴、鳳頭蒼鷹。[9][10]
- 昆蟲與其他節肢動物: 青帶鳳蝶、大琉璃鳳蝶、黑鳳蝶、台灣三線蝶、黃三線蝶、淡黃蝶、黑點粉蝶、樺斑蝶、石牆蝶、沖繩小灰蝶、琉球青斑蝶、端紫斑蝶、小紫斑蝶、寬腹螳螂、名和異跳螳、蟋蟀、大螲蟷。
- 環節動物: 蛇蚯蚓

## 交通資訊
前往嘉穗公園可由連城路入口或員山路/民利街入口進入。連城路入口可搭乘985、262、275、311、706路線公車，於「中和高中站」下車，步行經連城路456巷，直走到底後右轉便進入到前往嘉穗公園的四十張山登山步道；員山路/民利街入口可搭乘307、57公車，於「員山派出所站」下車，步行經民利街9巷即可抵達嘉穗公園，或改走民利街85巷，由向福宮後方的四十張山登山步道前往，亦可抵達嘉穗公園。

## 外部連結
- 新北市政府綠美化環境景觀處 - 嘉穗公園 （页面存档备份，存于）